# My Big Fat Geek Wedding
«My Big Fat Geek Wedding» (рус. Моя большая жирная стрёмная свадьба) — семнадцатый эпизод 15-го сезона мультсериала «Симпсоны».

## Сюжет
Эдна Крабаппл и Сеймур Скиннер готовятся к их свадьбе. Они принимают подарки и поздравления от друзей, устраивают девичник и мальчишник, но перед самой свадьбой у Скиннера происходит нервный срыв, и Эдна сбегает со своей свадьбы.

## Интересные факты
- Персонаж Эдны несколько отличается от привычного. Она становится даже стройнее Мардж Симпсон, исчезли привычные мешки под глазами.
- Это единственная серия Симпсонов, в которой персонаж Мэтта Грейнинга получил роль со словами.
- Когда Директор Скиннер просит прощение у Эдны Крабаппл, он поёт переделанную песню The Lion Sleeps Tonight.